# Metro v Riu de Janeiru

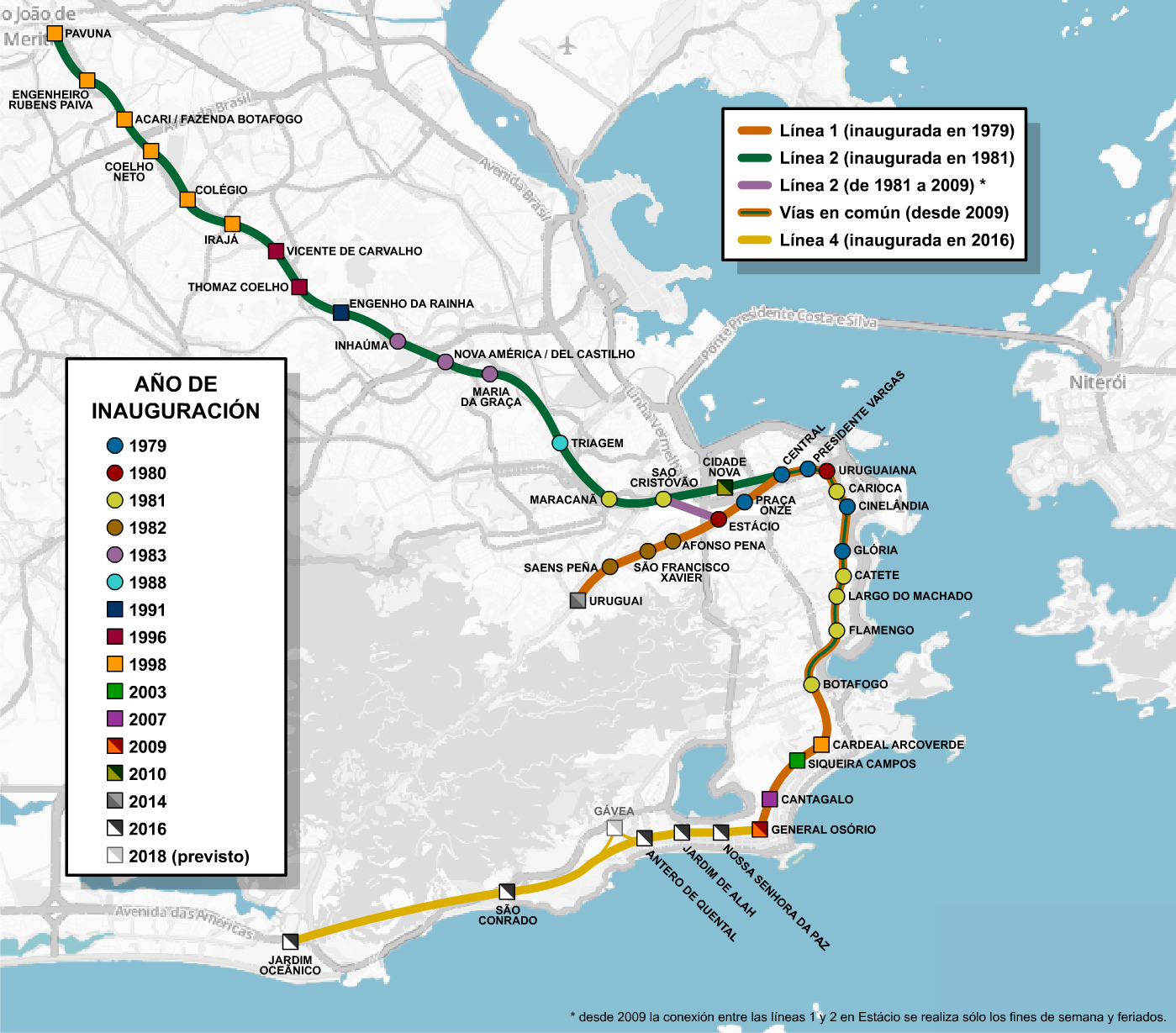
Vývoj sítě metra

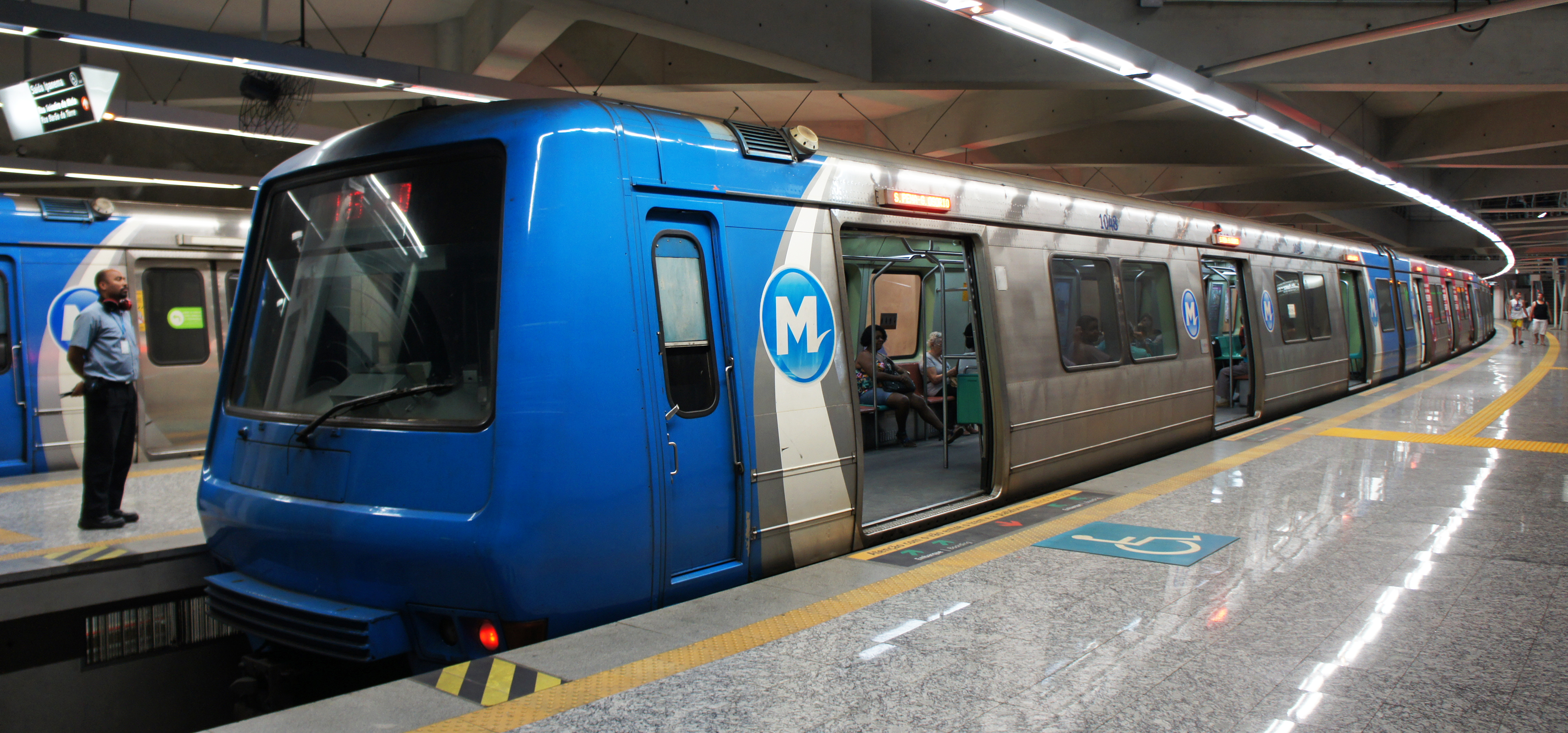
Stanice Ipanema Osorio

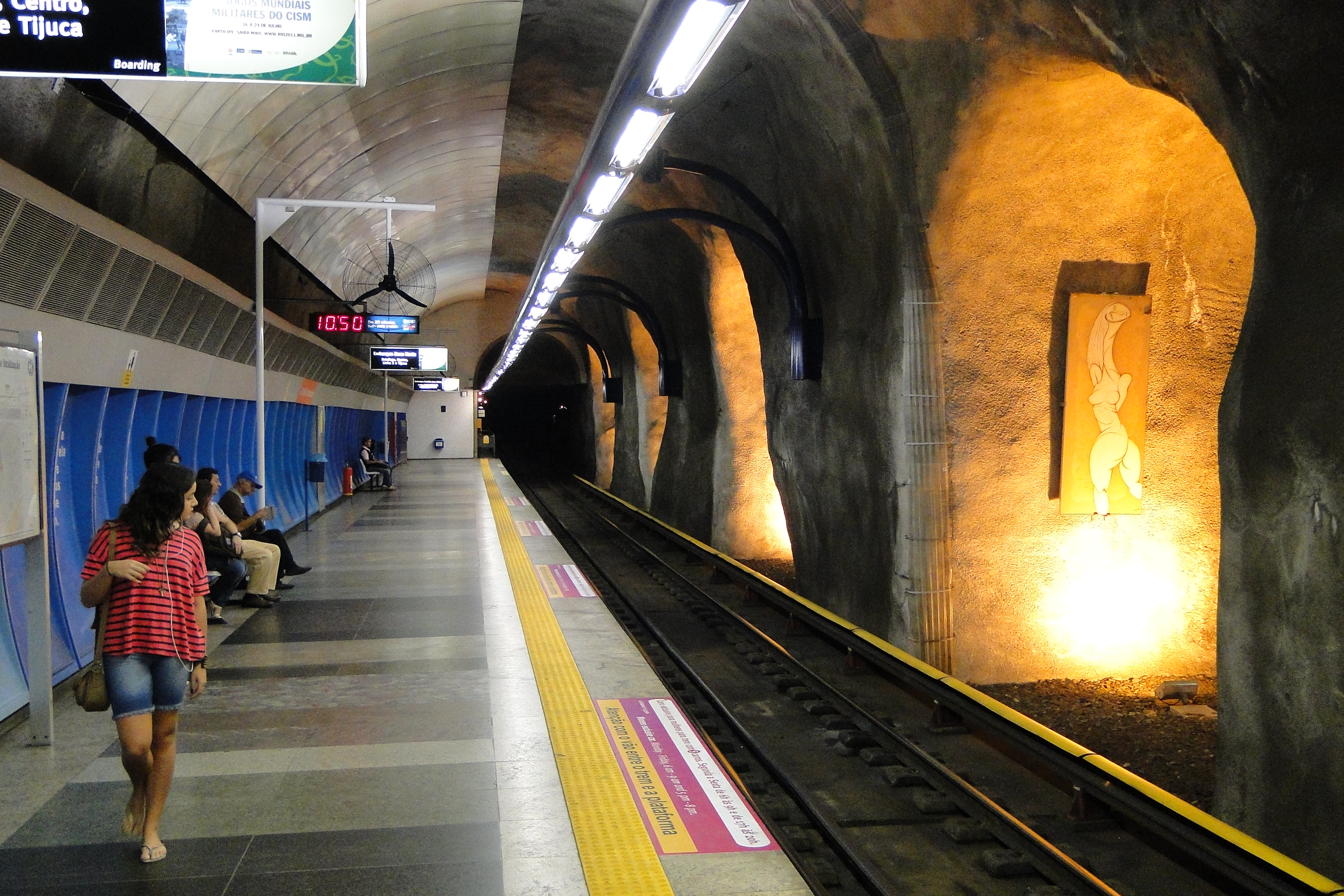
Stanice Cardeal Arcoverde

Metro v Riu de Janeiro je převážně podzemní městský systém hromadné dopravy, který tvoří tři linky, číslované 1, 2 a 4. Provoz na první lince byl zahájen v roce 1979, v roce 2014 byl průměrný denní výkon 625 205 cestujících, ročně přes 228 milionů.

## Historie
Rio de Janeiro je druhé největší město v Brazílii a je nejvýznamnější turistickou destinací v zemi. Po roce 1950 se počet vozidel na silnicích dramaticky zvýšil. Rio de Janeiro leží v kopcovité oblasti, mezi horami a Atlantským oceánem. Terén města je velmi nerovný, takže cestování autem nebo autobusem je časově velmi náročný úkol. V roce 1960 byly časté dopravní zácpy, znečištění a smog se stal velmi vážným problémem ve městě. K překonání těchto problémů místní dopravní úřady rozhodly, že přejdou na síť metra.
Stavební práce začaly v Jardim da Gloria 23. června 1970. Od roku 1971 byly práce zastaveny pro nedostatek finančních prostředků a obnoveny až roku 1975. Metro v Rio de Janeiru začalo fungovat 5. března 1979, ale jen s pěti stanicemi (Praça Onze, Central, Presidente Vargas, Cinelândia station a Glória station). V té době jezdilo od 9:00 ráno do 15:00 odpoledne, mimo víkend.
V prvních 10 dnech systém přepravil více než půl milionu lidí. V té době systém používal pouze 4 vlaky se 4 vagóny, každý v intervalu 8 minut. V prosinci téhož roku se časový rozvrh prodloužil až do 23:00 včetně sobot. V roce 1980 se metro rozšířilo otevřením stanic Uruguaiana a Estació . Tyto dvě nové stanice způsobily větší poptávku cestujících, a proto zvýšili počet vlaků na šest.

## Systém

### Vozidla
Tyto vozy jsou z monobloku konstrukci z nerezové oceli. Vlaky mají šest vagónů. V jednom vagónu se může vézt maximálně 351 cestujících (40 sedících, celý vlak může přepravit maximálně 2,214). Vagóny jsou klimatizovány.

### Síť
Systém metra v Riu je druhý největší v Brazílii.
- Linka 1 (oranžová) měří 16 km a má 20 stanic, vesměs podzemních. Na mapě je značená číslicí 1 a oranžovou barvou. Linka jezdí v centru Ria, po turistických oblastech jižní části města a několika částmi severní části města.
- Linka 2 (zelená) měří 30,2 km a má 16 stanic (s větví 1A, která na ni navazuje, 26). Slouží dělnickým obytným čtvrtím a protahuje se směrem k severu města. Linka 2 se začala stavět jako pozemní lehké metro a většina stanic je nadzemních. Větev 1A je podzemní.
- Linka 4 (žlutá) měří 16 km a byla otevřena 30. července 2016.
- Výstavba linek 3, 5 a 6 se plánuje, linka 6 by měla vést na letiště.

## Galerie

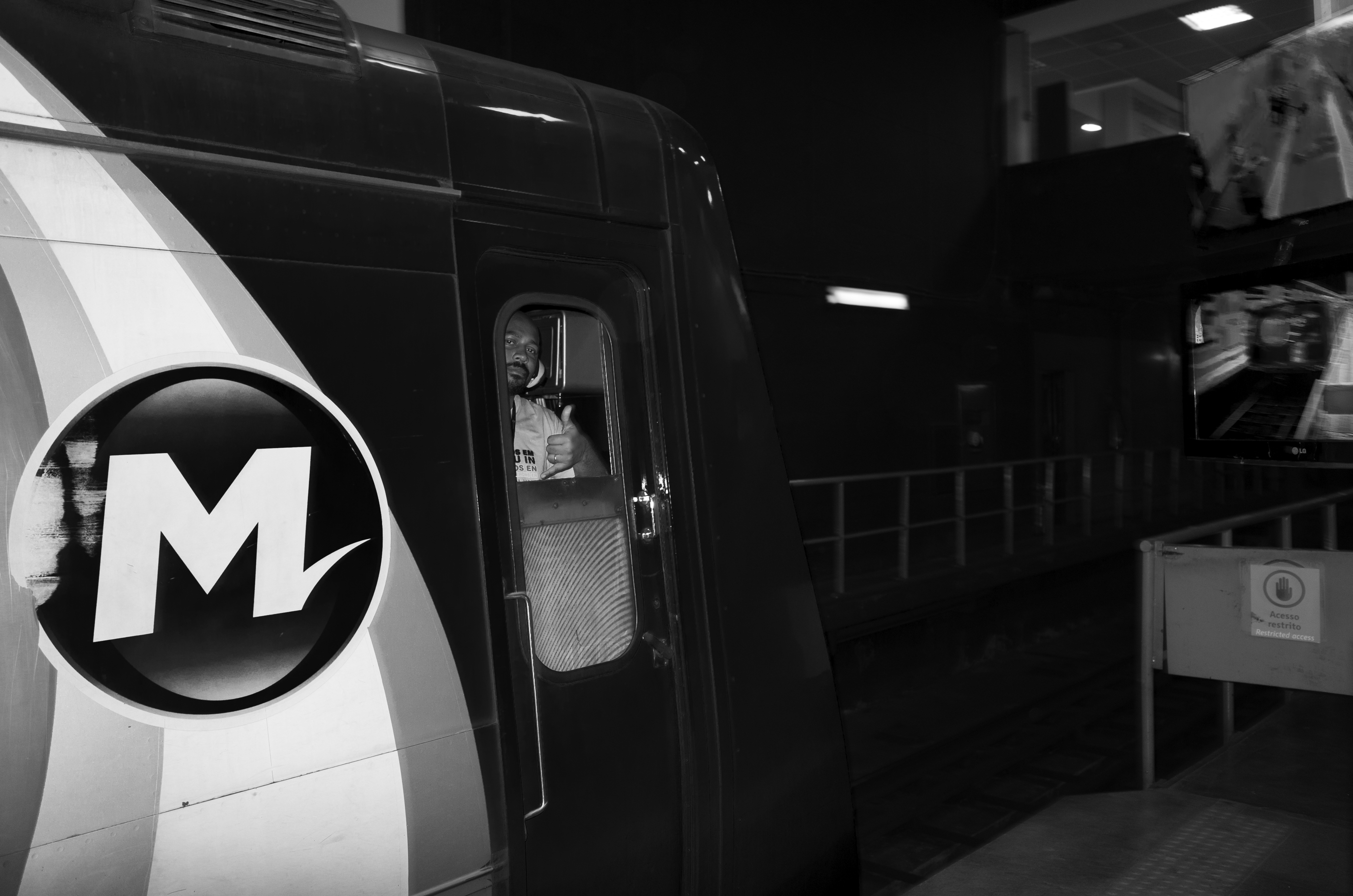
Znak metra na vlaku
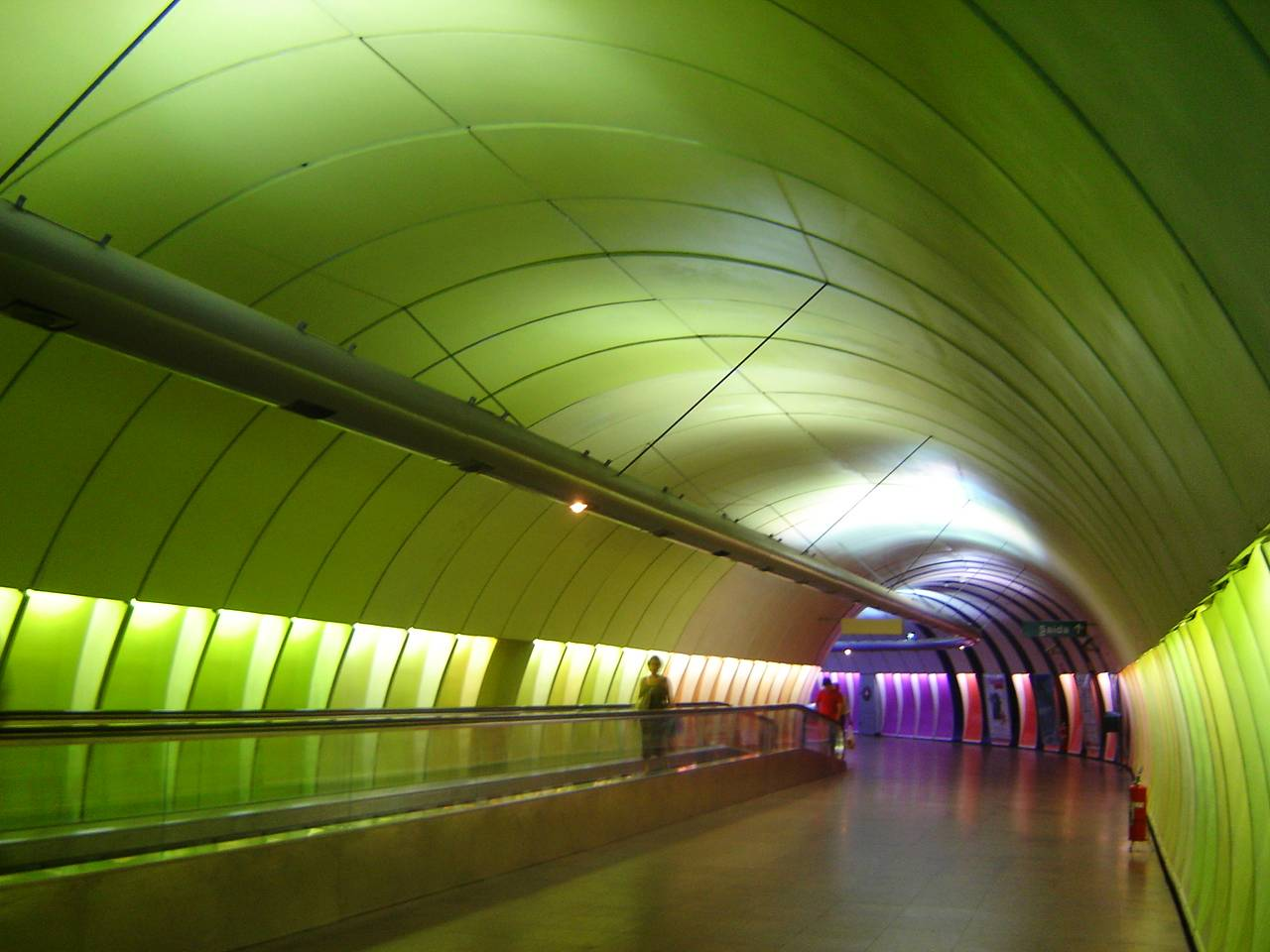
Vstup do vestibulu
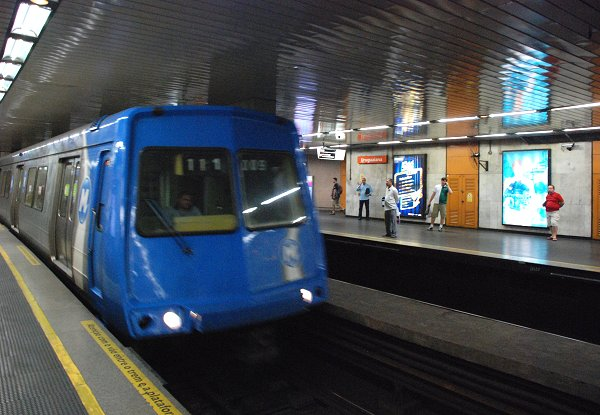
Vlak v metru
bývalý znak metra